# Група Фогельстад

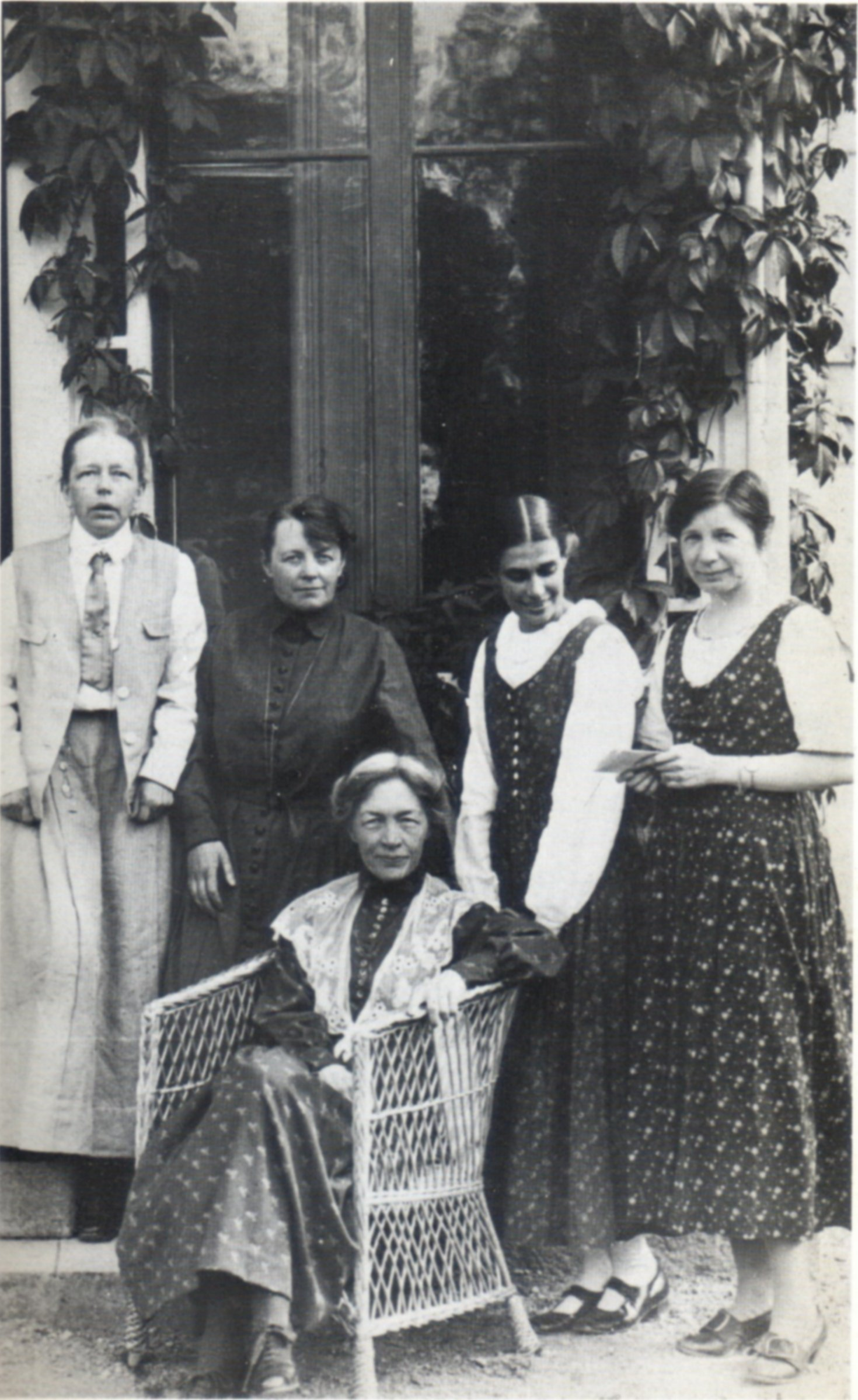
Група Фогельстад, 1920-ті роки.
Зліва направо: Елізабет Тамм, Ада Нільсон, Гонорін Гермелін і Елін Вагнер; Керстін Хесельгрен в кріслі.

Група Фогельстад (швед. Fogelstadgruppen. Fogelstadgruppen, також Tidevarvsgruppen) — п'ять шведських феміністок, які займалися політикою і суспільною діяльністю, створена 1921 року.

## Історія

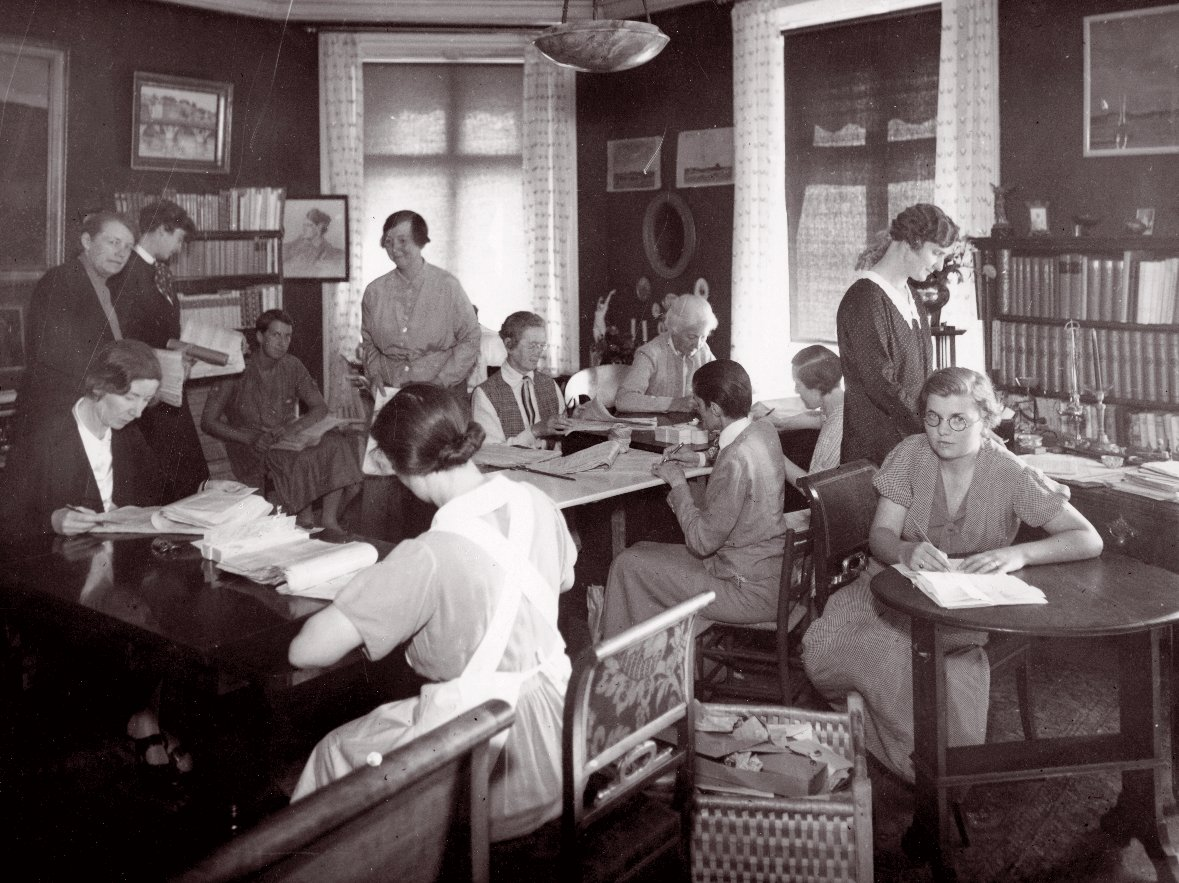
У редакції журналу Tidevarvet, 1935 рік

Групу було створено 1921 року в маєтку Фогельстад Елізабет Тамм, Адою Нільссон, Хоноріною Хермелін, Керстін Хессельгрен та Елін Вагнер.
Головним практичним вкладом групи були створення Школи для жінок у Фогельстаді (Kvinnliga medborgarskolan vid Fogelstad) і випуск щоденного журналу Tidevarvet з листопада 1923 по грудень 1936 року. Його головною редакторкою була Еллен Гаген. Перший номер вийшов у листопаді 1923 року. Журнал було закрито через відсутність фінансів для його існування.
Група Фогельстад входила до Національного союзу Фрізіннаде (Frisinnade kvinnors riksförbund, з 1931 року — Шведська жіноча ліва асоціація (Svenska Kvinnors Vänsterförbund)).